# Race Across America
La Race Across America, ou RAAM, est une course d'ultracyclisme à travers les États-Unis organisée par l'Ultra Marathon Cycling Association (UMCA). Le parcours diffère d'une année à l'autre mais s'est toujours déroulé de la côte Ouest à la côte Est, sur une distance moyenne de 4 800 km. Il s'agit de l'une des courses d'endurance les plus longues au monde, et de la plus vieille course cycliste d'ultrafond toujours active.

## Histoire

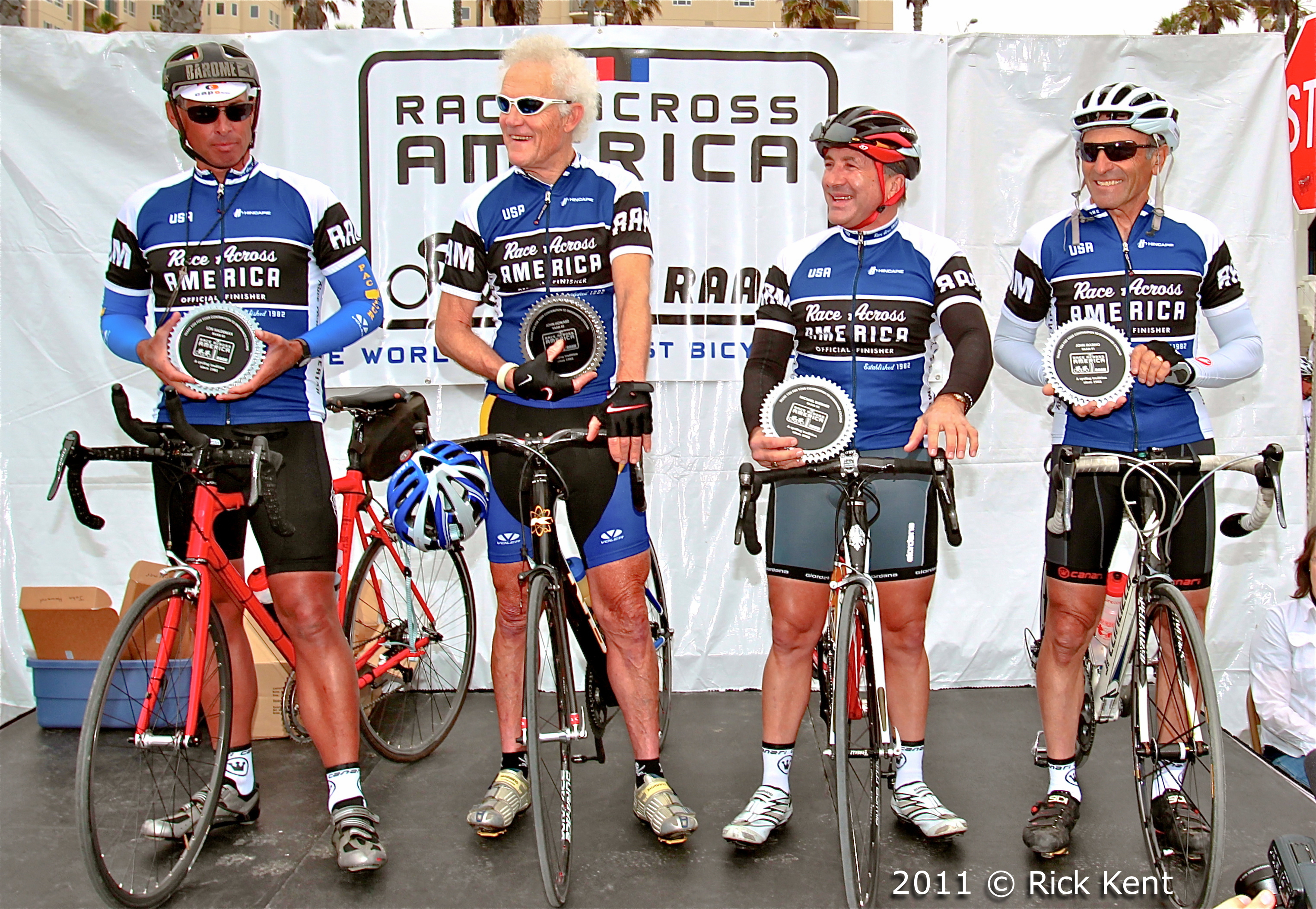
4 coureurs originaux de la course (Lon Haldeman, John Howard, Michael Shermer, John Marino) en 2011.

En 1982, John Marino organisa ce qu'il nomma The Great American Bike Race, reliant Santa Monica à New York, auquel il prit lui-même part avec trois autres concurrents, John Howard, Michael Shermer et Lon Haldeman. Ce dernier remporta l'épreuve en 9 jours, 20 heures et 2 minutes. Le concept rencontra rapidement du succès et attira des concurrents étrangers.
En 1989, une catégorie pour équipes de quatre, courant ensemble ou en relais, fut introduite. L'année 2006 vit l'apparition de la catégorie Solo Enduro, qui octroyait aux coureurs un capital de 40 heures de repos non comptabilisées dans le chrono final, dans le but d'améliorer la sécurité et de mettre l'accent sur l'endurance à l'effort plutôt que sur la résistance au sommeil. Cette catégorie a toutefois été supprimée et le vainqueur du classement général est celui qui réalise le temps le plus court du départ à l'arrivée, arrêts compris.
En 2007, la famille Boethling rachète les droits de la course et la développe en franchise. Le film Bicycle Dreams sur la RAAM fait polémique car un coureur y perd la vie et plusieurs phénomènes hallucinatoires puissants affectant les coureurs y sont décrits.
En 2019, les Français Jean-Luc Perez et Evens Stievenart (en) remportent la RAAM catégorie duo et battent le record de l'épreuve en 6 jours, 10 heures et 39 minutes,.
En 2021, Leah Goldstein est la première femme à remporter l'épreuve hommes et femmes confondus.

## Description

### Inscription
Chaque participant paie 3 000 $ pour concourir (les équipes paient jusqu'à 12 000 $), et doit réaliser la course en 13 jours maximum (400 kilomètres par jour minimum). Les participants doivent également se financer une équipe de soutien de 5-6 membres, et au moins 3 véhicules. Les produits des frais de participation sont utilisés pour la logistique de la course, et distribués à différentes causes associatives.

### Parcours
La course n'est pas divisée en étapes et les coureurs parcourent chaque jour autant de distance qu'ils en sont physiquement capables, gérant eux-mêmes leurs périodes de repos. Les coureurs de tête dorment environ 1,5 heure par 24 heures et bouclent le parcours en 8 à 9 jours. Les premières équipes y parviennent en 6 à 7 jours. Chaque coureur ou équipe doit organiser son ravitaillement et assistance technique et médicale ainsi qu'une escorte de sécurité pour la nuit.

### Conditions
L'inscription n'est ouverte qu'aux concurrents ayant démontré leur aptitude au cours d'au moins un événement qualificatoire antérieur (à peu près 45 courses d'ultrafond permettent de s'inscrire à la RAAM). Il n'y a pas de prix distribués pour les vainqueurs, ce qui explique pour certains qu'il n'y ait jamais eu de problème de dopage lors de cette course.
L'intensité physique de la course provoque généralement les symptômes physiologiques suivant chez les coureurs : gonflage des chevilles et des genoux, perte du tonus musculaire dans le cou, hallucinations visuelles, irritation de la rétine, perte d'appétit, perte de gestion des émotions, un ensemble de facteurs propices aux deliriums. Les participants s'exposent aussi à des risques d'infection pulmonaire.
Chaque année, 2/3 des participants solo finissent la course, et 85% des participants courant en équipe. Outside Magazine qualifie cette course d'«évènement sportif le plus dur au monde».

## Palmarès

### Records
Les variations du parcours ne permettent pas de comparer les temps bruts réalisés d'une année sur l'autre. La meilleure moyenne horaire enregistrée fut celle de Pete Penseyres en 1986, courant 5 000 kilomètres au rythme de 24,8 km/h. Chez les femmes, le record est détenu par Seana Hogan, qui franchit 4 686 km à 21,3 km/h de moyenne.
L'Autrichien Christoph Strasser détient le record de victoires avec 6 titres en 2011, 2013, 2014, 2017, 2018 et 2019.

### Vainqueurs

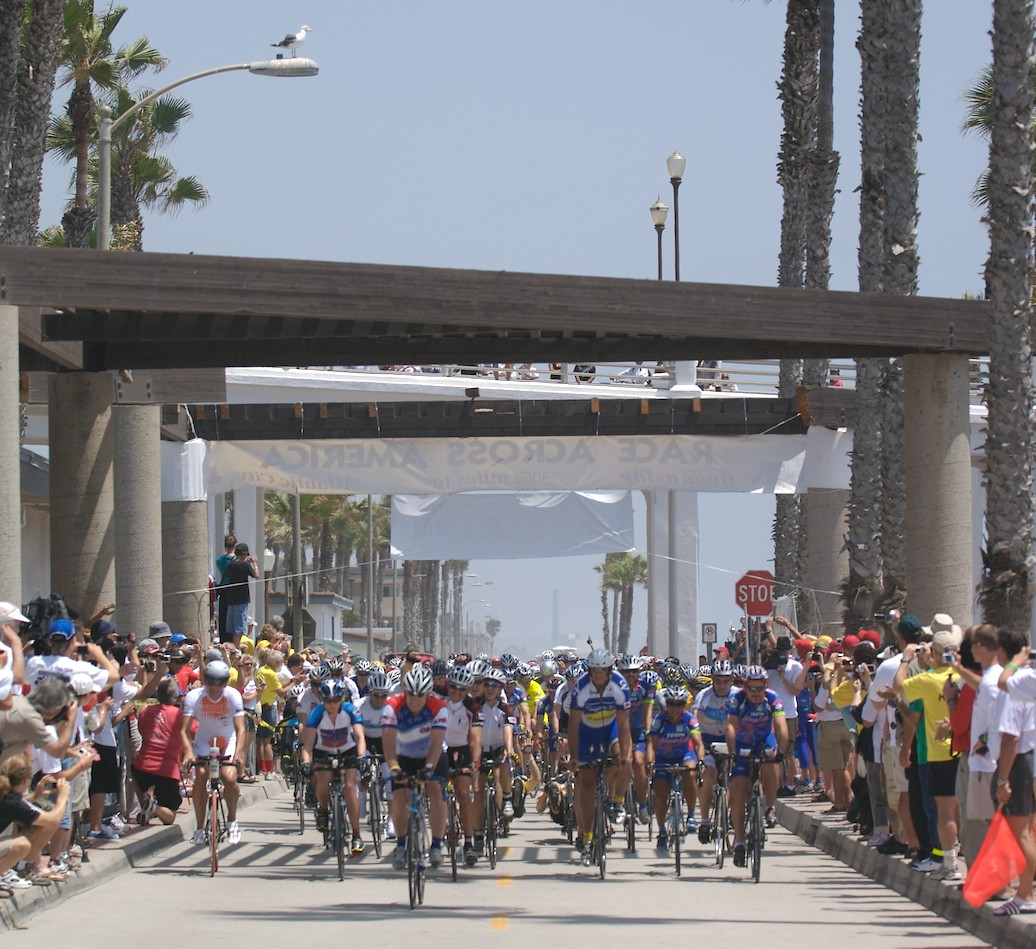
Départ de la course 2007.

| Année | Vainqueur            | Nationalité   | Route                                                           | Distance (km) | Temps            | Vitesse moy. (km/h) |
| ----- | -------------------- | ------------- | --------------------------------------------------------------- | ------------- | ---------------- | ------------------- |
| 1982  | Lon Haldeman         | États-Unis    | Jetée de Santa Monica, CA à Empire State Building, New York, NY | 4 777         | 9 j 20 h 02 min  | 20,23               |
| 1983  | Lon Haldeman         | États-Unis    | Jetée de Santa Monica, CA à Boardwalk, Atlantic City, NJ        | 5100          | 10 j 16 h 29 min | 19,89               |
| 1984  | Pete Penseyres       | États-Unis    | Huntington Beach, CA to Boardwalk, Atlantic City, NJ            | 4 904         | 9 j 13 h 13 min  | 21,39               |
| 1985  | Jonathan Boyer       | États-Unis    | Huntington Beach, CA to Boardwalk, Atlantic City, NJ            | 5 020         | 9 j 02 h 06 min  | 23,03               |
| 1986  | Pete Penseyres       | États-Unis    | Huntington Beach, CA to Boardwalk, Atlantic City, NJ            | 5 000         | 8 j 09 h 47 min  | 24,78               |
| 1987  | Michael Secrest      | États-Unis    | San Francisco, CA à Washington Monument, DC                     | 5 032         | 9 j 11 h 35 min  | 22,11               |
| 1988  | Franz Spilauer       | Autriche      | San Francisco, CA à Washington Monument, DC                     | 4 946         | 9 j 07 h 09 min  | 22,16               |
| 1989  | Paul Solon           | États-Unis    | Fairgrounds, Irvine, CA à Battery Park, New York, NY            | 4 685         | 8 j 08 h 45 min  | 23,34               |
| 1990  | Bob Fourney          | États-Unis    | Holiday Inn, Irvine, CA to Rousakis Plaza, Savannah, GA         | 4 720         | 8 j 11 h 26 min  | 23,17               |
| 1991  | Bob Fourney          | États-Unis    | Irvine, CA à Savannah, GA                                       | 4 720         | 8 j 16 h 44 min  | 22,60               |
| 1992  | Rob Kish             | États-Unis    | Irvine, CA à Savannah, GA                                       | 4 685         | 8 j 03 h 11 min  | 24,00               |
| 1993  | Gerry Tatrai         | Australie     | Irvine, CA à Savannah, GA                                       | 4 680         | 8 j 20 h 19 min  | 22,06               |
| 1994  | Rob Kish             | États-Unis    | Irvine, CA à Savannah, GA                                       | 4 669         | 8 j 14 h 25 min  | 22,61               |
| 1995  | Rob Kish             | États-Unis    | Irvine, CA à Savannah, GA                                       | 4 686         | 8 j 19 h 59 min  | 22,11               |
| 1996  | Daniel Chew          | États-Unis    | Irvine, CA à Savannah, GA                                       | 4 675         | 8 j 07 h 14 min  | 23,46               |
| 1997  | Wolfgang Fasching    | Autriche      | Irvine, CA à Savannah, GA                                       | 4 868         | 9 j 04 h 50 min  | 22,05               |
| 1998  | Gerry Tatrai         | Australie     | Irvine, CA à Savannah, GA                                       | 4 677         | 8 j 11 h 22 min  | 23,00               |
| 1999  | Danny Chew           | États-Unis    | Irvine, CA à Savannah, GA                                       | 4 728         | 8 j 7 h 34 min   | 23,69               |
| 2000  | Wolfgang Fasching    | Autriche      | Portland, OR à Pensacola Beach, FL                              | 4 788         | 8 j 10 h 19 min  | 23,67               |
| 2001  | Andrea Clavadetscher | Liechtenstein | Portland, OR à Pensacola Beach, FL                              | 4 801         | 9 j 00 h 17 min  | 22,19               |
| 2002  | Wolfgang Fasching    | Autriche      | Portland, OR à Pensacola Beach, FL                              | 4 815         | 9 j 03 h 38 min  | 21,92               |
| 2003  | Allen Larsen         | États-Unis    | San Diego, CA à Atlantic City, NJ                               | 4 702         | 8 j 23 h 36 min  | 21,81               |
| 2004  | Jure Robič           | Slovénie      | San Diego, CA à Atlantic City, NJ                               | 4 761,2       | 8 j 09 h 51 min  | 23,59               |
| 2005  | Jure Robič           | Slovénie      | San Diego, CA à Atlantic City, NJ                               | 4 911,2       | 9 j 8 h 48 min   | 21,85               |
| 2006  | Daniel Wyss          | Suisse        | Oceanside, CA à Atlantic City, NJ                               | 4 896,9       | 9 j 11 h 50 min  | 21,50               |
| 2007  | Jure Robič           | Slovénie      | Oceanside, CA à Atlantic City, NJ                               | 4 896,9       | 8 j 19 h 33 min  | 23,14               |
| 2008  | Jure Robič           | Slovénie      | Oceanside, CA à Annapolis, MD                                   | 4 851,2       | 8 j 23 h 33 min  | 22,50               |
| 2009  | Daniel Wyss          | Suisse        | Oceanside, CA à Annapolis, MD                                   | 4 862,3       | 8 j 5 h 45 min   | 24,59               |
| 2010  | Jure Robič           | Slovénie      | Oceanside, CA à Annapolis, MD                                   | 4 836,2       | 9 j 1 h 1 min    | 22,29               |
| 2011  | Christoph Strasser   | Autriche      | Oceanside, CA à Annapolis, MD                                   | 4 811,1       | 8 j 8 h 6 min    | 24,04               |
| 2012  | Reto Schoch          | Suisse        | Oceanside, CA à Annapolis, MD                                   | 4 811,1       | 8 j 6 h 29       | 24,24               |
| 2013  | Christoph Strasser   | Autriche      | Oceanside, CA à Annapolis, MD                                   | 4 817,2       | 7 j 22 h 52      | 25,23               |
| 2014  | Christoph Strasser   | Autriche      | Oceanside, CA à Annapolis, MD                                   | 4 860,2       | 7 j 15 h 56      | 26,43               |
| 2015  | Severin Zotter       | Autriche      | Oceanside, CA à Annapolis, MD                                   | 4 860,2       | 8 j 8 h 17       | 24,27               |
| 2016  | Pierre Bischoff      | Allemagne     | Oceanside, CA à Annapolis, MD                                   | 4 860,2       | 9 j 17 h 9       | 21,18               |
| 2017  | Christoph Strasser   | Autriche      | Oceanside, CA à Annapolis, MD                                   | 4 940,7       | 8 j 9 h 34       | 24,51               |
| 2018  | Christoph Strasser   | Autriche      | Oceanside, CA à Annapolis, MD                                   | 4 940,4       | 8 j 1 h 23       | 25,65               |
| 2019  | Christoph Strasser   | Autriche      | Oceanside, CA à Annapolis, MD                                   | 4 940,4       | 8 j 6 h 51       | 24,85               |
| 2021  | Leah Goldstein       | Canada        | Oceanside, CA à Annapolis, MD                                   | 4 888,9       | 11 j 3 h 3       | 18,31               |
| 2022  | Allan Jefferson      | Australie     | Oceanside, CA à Annapolis, MD                                   | 4 888,9       | 10 j 0 h 15 min  | 20,34               |
| 2023  | Isa Pulver           | Suisse        | Oceanside, CA à Annapolis, MD                                   | 4 888,7       | 9 j 18 h 48 min  | 20,8                |

### Hommes
| Année | Vainqueur            | Nationalité   |
| ----- | -------------------- | ------------- |
| 1982  | Lon Haldeman         | États-Unis    |
| 1983  | Lon Haldeman         | États-Unis    |
| 1984  | Pete Penseyres       | États-Unis    |
| 1985  | Jonathan Boyer       | États-Unis    |
| 1986  | Pete Penseyres       | États-Unis    |
| 1987  | Michael Secrest      | États-Unis    |
| 1988  | Franz Spilauer       | Autriche      |
| 1989  | Paul Solon           | États-Unis    |
| 1990  | Bob Fourney          | États-Unis    |
| 1991  | Bob Fourney          | États-Unis    |
| 1992  | Rob Kish             | États-Unis    |
| 1993  | Gerry Tatrai         | Australie     |
| 1994  | Rob Kish             | États-Unis    |
| 1995  | Rob Kish             | États-Unis    |
| 1996  | Daniel Chew          | États-Unis    |
| 1997  | Wolfgang Fasching    | Autriche      |
| 1998  | Gerry Tatrai         | Australie     |
| 1999  | Danny Chew           | États-Unis    |
| 2000  | Wolfgang Fasching    | Autriche      |
| 2001  | Andrea Clavadetscher | Liechtenstein |
| 2002  | Wolfgang Fasching    | Autriche      |
| 2003  | Allen Larsen         | États-Unis    |
| 2004  | Jure Robič           | Slovénie      |
| 2005  | Jure Robič           | Slovénie      |
| 2006  | Daniel Wyss          | Suisse        |
| 2007  | Jure Robič           | Slovénie      |
| 2008  | Jure Robič           | Slovénie      |
| 2009  | Daniel Wyss          | Suisse        |
| 2010  | Jure Robič           | Slovénie      |
| 2011  | Christoph Strasser   | Autriche      |
| 2012  | Reto Schoch          | Suisse        |
| 2013  | Christoph Strasser   | Autriche      |
| 2014  | Christoph Strasser   | Autriche      |
| 2015  | Severin Zotter       | Autriche      |
| 2016  | Pierre Bischoff      | Allemagne     |
| 2017  | Christoph Strasser   | Autriche      |
| 2018  | Christoph Strasser   | Autriche      |
| 2019  | Christoph Strasser   | Autriche      |
| 2022  | Allan Jefferson      | Australie     |

### Femmes
| Année | Première                                                      | Nationalité |
| ----- | ------------------------------------------------------------- | ----------- |
| 1984  | Shelby Hayden-Clifton                                         | États-Unis  |
| 1985  | Susan Notorangelo-Haldeman                                    | États-Unis  |
| 1986  | Elaine Mariolle                                               | États-Unis  |
| 1987  | Casey Patterson                                               | États-Unis  |
| 1988  | Cindi Staiger                                                 | États-Unis  |
| 1989  | Susan Notorangelo-Haldeman                                    | États-Unis  |
| 1990  | Nancy Raposo                                                  | États-Unis  |
| 1991  | Cathy Ellis                                                   | États-Unis  |
| 1992  | Seana Hogan                                                   | États-Unis  |
| 1993  | Seana Hogan                                                   | États-Unis  |
| 1994  | Seana Hogan                                                   | États-Unis  |
| 1995  | Seana Hogan                                                   | États-Unis  |
| 1996  | aucune femme à l'arrivée                                      |             |
| 1997  | Seana Hogan                                                   | États-Unis  |
| 1998  | Seana Hogan                                                   | États-Unis  |
| 1999  | aucune femme au départ                                        |             |
| 2000  | Cassie Lowe                                                   | Australie   |
| 2001  | Cassie Lowe                                                   | Australie   |
| 2002  | aucune femme à l'arrivée                                      |             |
| 2003  | aucune femme à l'arrivée                                      |             |
| 2004  | aucune femme au départ                                        |             |
| 2005  | Cat Berge                                                     | Suède       |
| 2006  | Shanna Armstrong                                              | États-Unis  |
| 2007  | aucune femme à l'arrivée                                      |             |
| 2008  | aucune femme à l'arrivée                                      |             |
| 2009  | Daniela Figueiredo Genovesi                                   | Brésil      |
| 2010  | Barbara Buatois                                               | France      |
| 2011  | Leah Goldstein (kickboxer et commando de l'armée israélienne) | Israël      |
| 2012  | Trix Zgraggen                                                 | Suisse      |
| 2013  | Cassie Schumacher                                             | États-Unis  |
| 2014  | Janice Sheufelt                                               | États-Unis  |
| 2015  | Isabelle Pulver                                               | Suisse      |
| 2016  | Nicole Reist                                                  | Suisse      |
| 2017  | Sarah Cooper                                                  | États-Unis  |
| 2018  | Nicole Reist                                                  | Suisse      |
| 2019  | Isa Pulver                                                    | Suisse      |
| 2021  | Leah Goldstein                                                | Suisse      |
| 2022  | Nicole Reist                                                  | Suisse      |